# Litoria angiana
Litoria angiana (Angiana Tree Frog) es una especie de anfibio anuro del género Litoria, de la familia Hylidae.

## Distribución geográfica
Es originaria de (Nueva Guinea Occidental) Indonesia y Papúa Nueva Guinea.